# The Sheik (film)
The Sheik is een Amerikaanse stomme film uit 1921, gebaseerd op de gelijknamige roman van Edith Maud Hull. De film gaat over een vrijgevochten Engelse vrouw die ontvoerd wordt door een Arabische sjeik waar ze uiteindelijk verliefd op wordt. De film werd geregisseerd door George Melford.
De film speelt zich weliswaar af in Algerije, maar werd in z'n geheel in de Verenigde Staten opgenomen. In 1926 werd een vervolg, The Son of the Sheik, uitgebracht.

## Rolverdeling
| Acteur             | Personage             | Rolbeschrijving |
| ------------------ | --------------------- | --------------- |
| Rudolph Valentino  | Ahmed Ben Hassan      | Sjeik           |
| Agnes Ayres        | Diana Mayo            | Lady            |
| Ruth Miller        | Zilah                 | Dienstmeid      |
| George Waggner     | Yousaef               | stamhoofd       |
| Frank Butler       | Sir Aubrey Mayo       | Diana's broer   |
| Charles Brinley    | Mustapha Ali          |                 |
| Lucien Littlefield | Gaston                |                 |
| Adolphe Menjou     | Raoul de Saint Hubert |                 |
| Walter Long        | Omair                 |                 |
| Loretta Young      |                       | Arabisch kind   |
| Polly Ann Young    |                       |                 |